# Joni Kauko
Joni Kauko (* 12. Juli 1990 in Turku) ist ein finnischer Fußballspieler, der in Indien unter Vertrag steht.

## Karriere

### Vereine
Kauko begann das Fußballspielen bei Runosmäen Nappulat. Mit elf Jahren ging er zu Turku PS und zwei Jahre später zu Inter Turku. Dort blieb er bis Dezember 2012. Ab 2008 wurde er in der Profimannschaft eingesetzt und nahm mit dem Verein an der zweiten Qualifikationsrunde zur UEFA Champions League 2009/10 teil, wo sie aber zweimal mit 0:1 gegen den moldauischen Rekordmeister Sheriff Tiraspol verloren, der dann aber auch in den Play-offs scheiterte. Danach scheiterte er mit Turku zweimal in der Qualifikation für die UEFA Europa League. 2010 in der  3. Qualifikationsrunde am KRC Genk, 2012 in der 2. Qualifikationsrunde an Twente Enschede.
In der ersten Jahreshälfte 2013 spielte er für den FC Lahti, bevor er nach Deutschland zum FSV Frankfurt ging. Im Sommer 2015 wechselte er ablösefrei zum FC Energie Cottbus. In der Lausitz besaß er einen Vertrag bis zum 30. Juni 2017.
Nachdem er mit Cottbus in die Regionalliga abgestiegen war, wechselte er im Sommer 2016 zum dänischen Erstligisten Randers FC. Für Randers bestritt er in zwei Spielzeiten 47 Liga-Spiele, musste in beiden Spielzeiten aber in die Abstiegsrunde, wo der Abstieg beim ersten Mal erst in der Relegation vermieden werden konnte. Nachdem auch in der zweiten Saison der Abstieg verhindert wurde, wechselte er zum Liga-Neuling Esbjerg fB und wurde mit dem Verein Dritter. Zusammen mit dem Rumänen Adrian Petre war er mit je acht Toren bester Torschütze seiner Mannschaft. Als Dritter konnten sie an der 2. Qualifikationsrunde zur UEFA Europa League 2019/20 teilnehmen, wo sie gegen den belarussischen Vizemeister FK Schachzjor Salihorsk nach einer 0:2-Auswärtsniederlage daheim nur ein torloses Remis erreichten. Platz 3 aus der Saison 2018/19 konnte in der Saison 2019/20 nicht bestätigt werden. Nach der Vorrunde belegte er mit Esbjerg nur den 13. Platz und musste in die Abstiegsrunde, wo der Verein in seiner Gruppe Letzter wurde und in die 2. Liga abstieg.
Im Sommer 2021 wechselte er dann weiter zum indischen Franchise ATK Mohun Bagan FC, der in der Indian Super League spielt.

### Nationalmannschaft
Kauko spielte für die finnische U-21-Nationalmannschaft. Am 22. Januar 2012 bestritt er gegen Trinidad und Tobago sein Debüt für die A-Nationalmannschaft. Bis zu seinem nächsten Spiel musste er aber ein Jahr warten und kam in den folgenden Jahren auch nur zu maximal zwei Freundschaftsspielen pro Jahr. Erst mit Beginn der UEFA Nations League 2018/19 wurde er häufiger eingesetzt, nun auch in Pflichtspielen und konnte mit der finnischen Mannschaft von Gruppe C in Gruppe B aufsteigen. Auch in der endlich erfolgreichen Qualifikation für die EM 2021 wurde er in fünf von zehn Spielen eingesetzt und in der UEFA Nations League 2020/21 konnte er dazu beitragen die Liga zu halten. Für die Europameisterschaft 2021 wurde er in den finnischen Kader berufen und absolvierte dort alle drei Gruppenspiele.

## Titel und Erfolge
Inter Turku
- Finnischer Meister: 2008
- Finnischer Pokalsieger: 2009

FC Lahti
- Finnischer Ligapokalsieger: 2013